# Salvatorkirche (Kallstadt)
Die protestantische Salvatorkirche ist in ihren gotischen Teilen das älteste Gebäude des pfälzischen Dorfes Kallstadt im Landkreis Bad Dürkheim. Sie liegt in der Ortsmitte direkt an der Deutschen Weinstraße.

## Geschichte
Die Kirche war ursprünglich dem hl. Alban geweiht und gehörte als Filiale zur Pfarrei Pfeffingen im Bistum Worms. 1457 schenkte Kurfürst Friedrich I. von der Pfalz die Pfarrkirche zu Pfeffingen samt ihren Filialen St. Nikolaus in Ungstein und St. Alban in Kallstadt der Universität Heidelberg, die sie bis zum 20. Juni 1563 besaß und dann der Kurpfalz zurückgab, welche die Dörfer und Kirchen den Grafen von Leiningen zu Lehen auftrug. Spätestens seit 1556 war hier, wie in der übrigen Kurpfalz, die Reformation eingeführt worden.
Im Wormser Synodale von 1496 wird erwähnt, dass die Kallstadter Albanskapelle einen dort residierenden Priester mit einem zugehörigen Wohnhaus habe. Dennoch wurde Kallstadt am 11. Januar 1502 durch Bischof Johann III. von Dalberg, unter Zustimmung der Universität Heidelberg, auf Antrag seiner Gläubigen von der Pfeffinger Kirche getrennt und zu einer eigenen Pfarrei erhoben. Man hatte sich beklagt, dass besonders im Winter der für bestimmte Gelegenheiten vorgeschriebene Besuch der Pfarrkirche zu beschwerlich sei. Zur Erinnerung an das bisherige Abhängigkeitsverhältnis zur Mutterpfarrei Pfeffingen sollte zukünftig alljährlich, an einem beliebigen Tag, der Pfarrer von Kallstadt mit den Gläubigen in Prozession dorthin ziehen, ein Hochamt halten und eine Kerze stiften. Kallstadt musste überdies seit 1505 eine jährliche Kompensation von 9 Gulden an den Pfarrer von Pfeffingen zahlen.
Die Urkunde von 1502 nennt den vorhandenen Turm und einen Friedhof bei der Kirche. In der Antragsurkunde vom 21. Oktober 1501 wird hingegen nur ausgeführt, dass bei der Kallstadter Kapelle genügend Platz sei, um einen Friedhof anzulegen. Demnach gab es Bestattungen dort offenbar erst seit Gründung der Pfarrei. 1612 bzw. 1615 begrub man hier die katholischen Eheleute Sponnagel aus Kallstadt „ohne Gesang und Leichenpredigt an der Mauer..., weil sie von ihrer Abgötterei nicht lassen wollten.“
1772 riss man das Kirchenschiff ab und ersetzte es durch einen barocken Neubau. Der alte Chorraum mit darüber befindlichem Turm blieb erhalten. Seit 1772 heißt das Gotteshaus „St. Salvatorkirche“ und gehört heute zur Protestantischen Landeskirche der Pfalz.
Im Jahre 2001 spendete Donald Trump, von 2017 bis 2021 der 45. US-Präsident, dessen Großvater aus Kallstadt in die Vereinigten Staaten ausgewandert war, 5000 $ für die Sanierung der Kirche.

## Baubestand

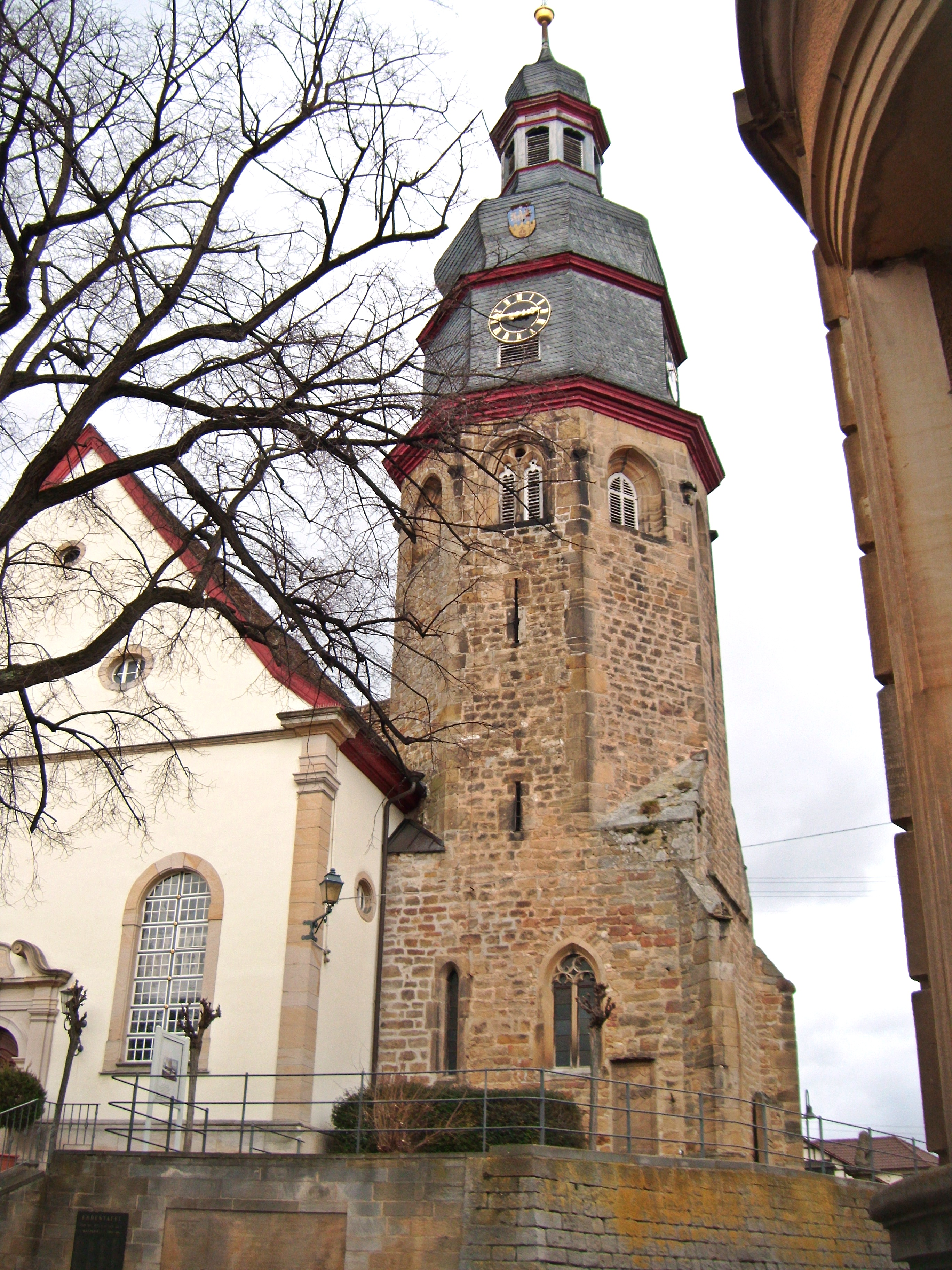
Salvatorkirche Kallstadt von Süden. Rechts der gotische Chorturm, links das barocke Kirchenschiff

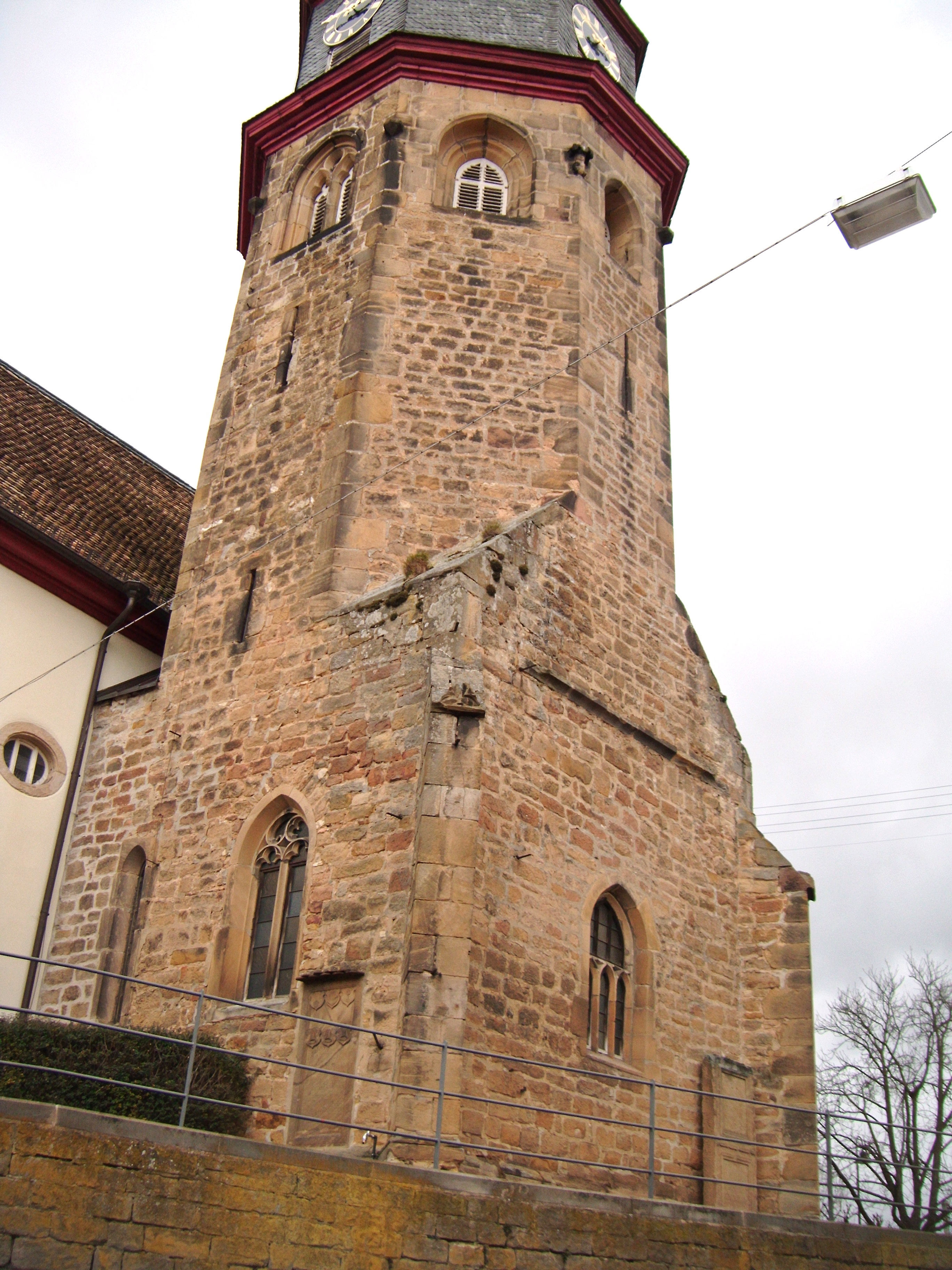
Nahaufnahme des gotischen Chorturmes

Die Kirche liegt, ebenso wie das Dorf, an einem östlichen Ausläufer der 
Haardt. Das gesamte Gelände fällt nach Osten ab, wobei der Standort gegenüber der östlich daran vorbeiführenden Weinstraße deutlich höher liegt. Deshalb heißt der Platz auch Kirchberg und ist nach Südosten, zur tieferen Straße hin, durch eine Mauer befestigt.
Auf diesem Hügel steht der geostete, quadratische Chor der alten gotischen Kirche, an dessen äußere, östliche Ecken Strebepfeiler mit verzierten Stirngiebeln angebaut sind. In der südlichen und östlichen Wand ist je ein spitzbogiges Maßwerkfenster eingelassen, in der südlichen und nördlichen Wand außerdem je eine schmale Spitzbogenluke.
Über dem Chor sitzt ein achteckiger Glockenturm mit barockem Schiefer-Laternenaufsatz. Er hat (einschließlich des Chors, welcher das Erdgeschoss bildet) fünf Stockwerke, und im vierten Geschoss befinden sich acht spitzbogige Fenster, wobei das nördliche und das südliche zweigeteilt sind und Maßwerk aufweisen. Das oberste Turmgeschoss trägt bereits Schieferverkleidung, hat Schallöffnungen für die Glocken und Zifferblätter der Uhr. Es geht in die geschieferte Dachkuppel über. Der Kern des Erdgeschosses (ehemaliger Chor) wird ins späte 13. Jahrhundert datiert und es dürfte sich dabei um die ursprüngliche Filialkapelle St. Alban handeln. Im 15. Jahrhundert erfolgte der Umbau in der heutigen Form mit aus dem Chor herauswachsendem Turm. Das ganze Ensemble besteht weitgehend aus unverputzten, gelben Sandsteinen.
Das frühere Kirchenschiff schloss sich westlich an. Dieses trug man um 1772 ab und errichtete stattdessen ein neues Langhaus in Nord-Süd-Richtung mit Fassade im Süden und dreiseitig geschlossenem Chor im Norden. Der alte Chor mit Turm steht heute an der Ostwand des Langhauses und bildet nun eine vom Kirchenschiff zugängliche Seitenkapelle, die noch den spitzbogigen, gotischen Chorbogen der alten Kirche aufweist.
Das neue Langhaus, ein Saalbau mit Satteldach und großen barocken Rundbogenfenstern, hat nach Süden hin ein aufwändiges, korbbogiges Barockportal mit der Bezeichnung „1772“ und geschnitzter Tür. Im Inneren ist die originale Barockeinrichtung mit Kanzel, Empore und Kirchenbänken weitgehend komplett erhalten. 
In die Südmauer des alten Chores ist außen ein Grabstein aus dem 17. Jahrhundert eingelassen. Er trägt die Abbildung von drei Glocken und es handelt sich um das Epitaph des Schultheißen Hans Lorenz Schüller, der um 1668 Glocken für die Kirche stiftete. An der Ostwand ist ein weiterer Grabstein befestigt (frühes 17. Jahrhundert)

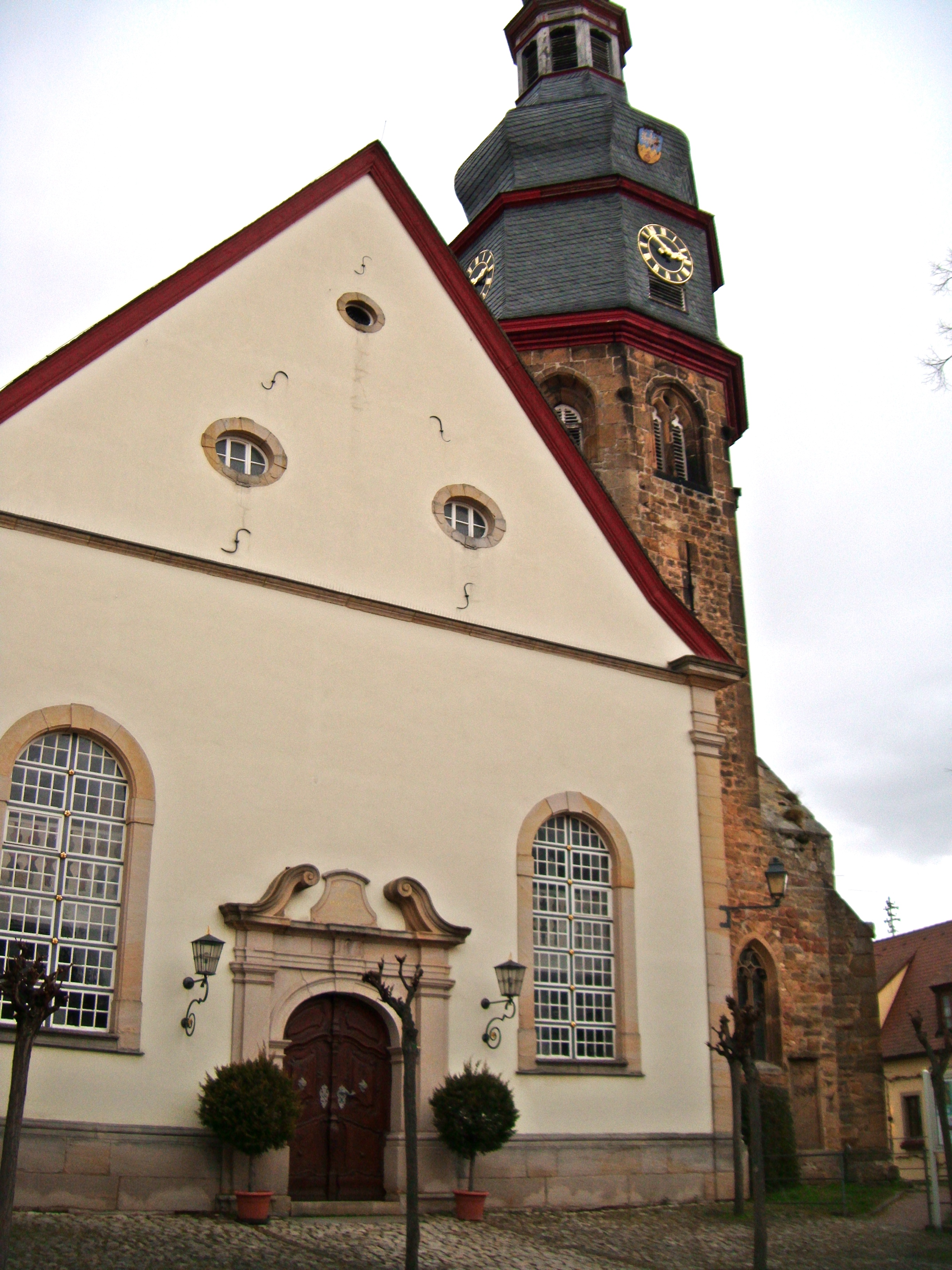
Die Kirche von Süden
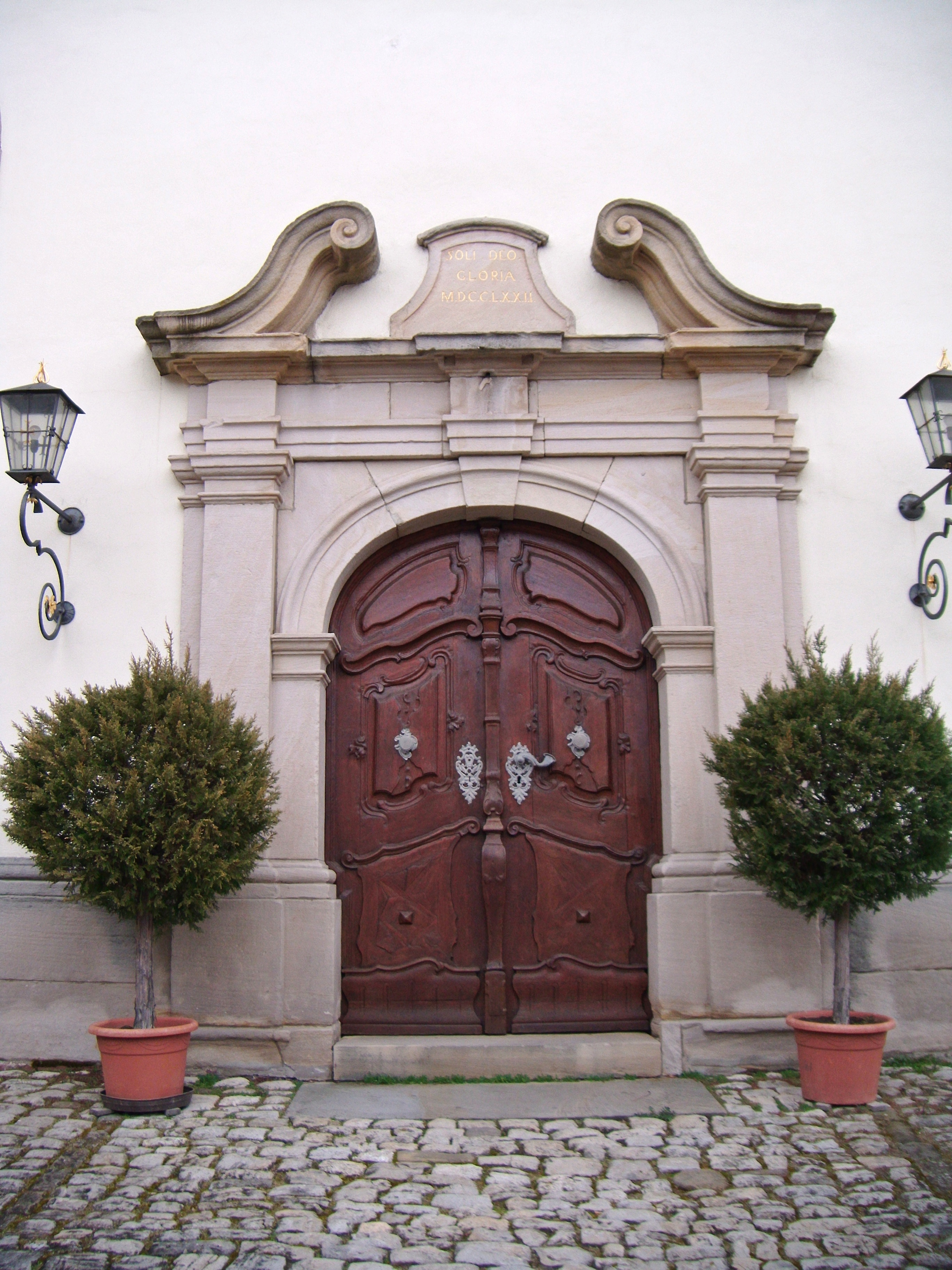
Barockportal, 1762
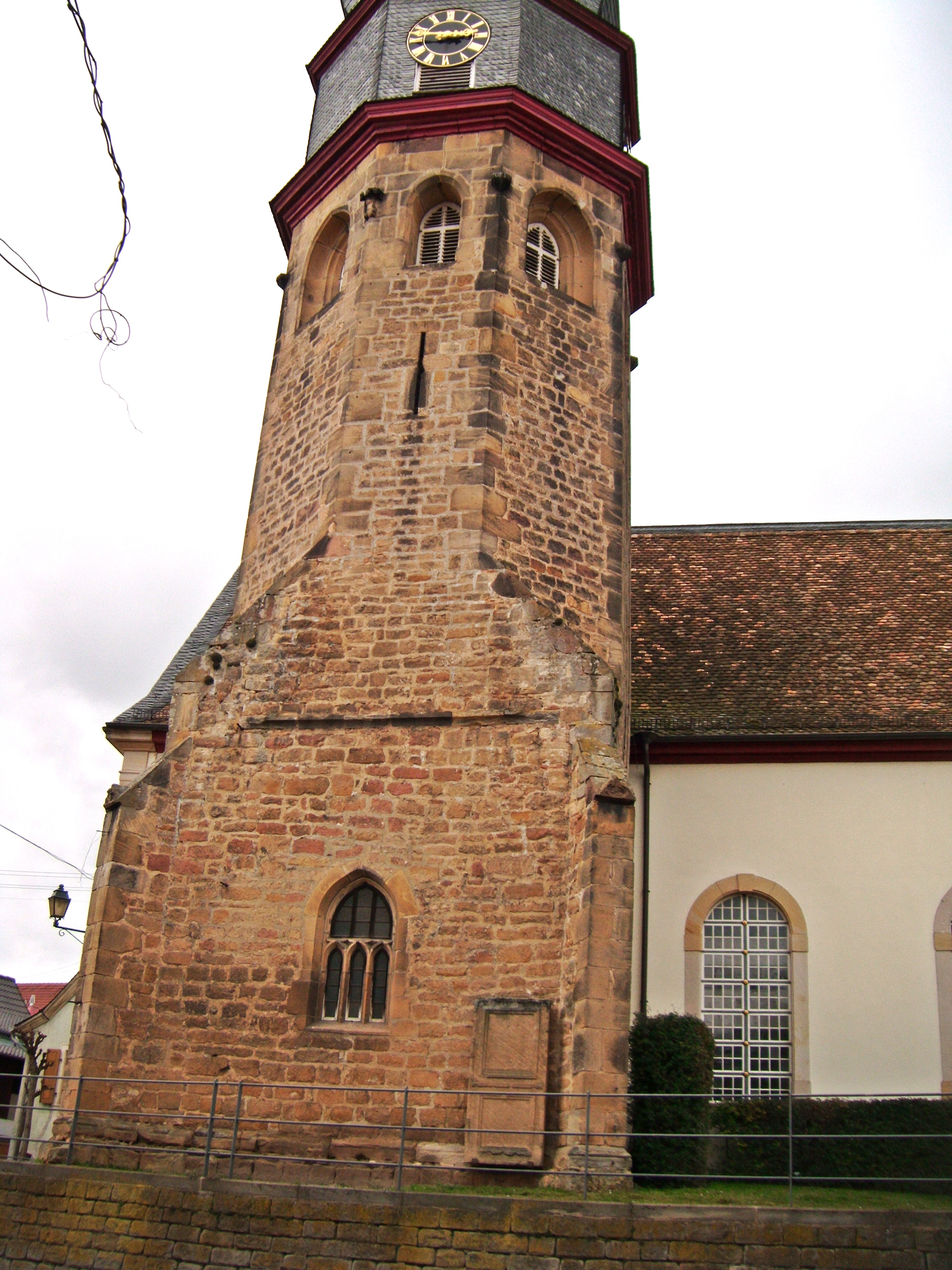
Chorturm von Osten
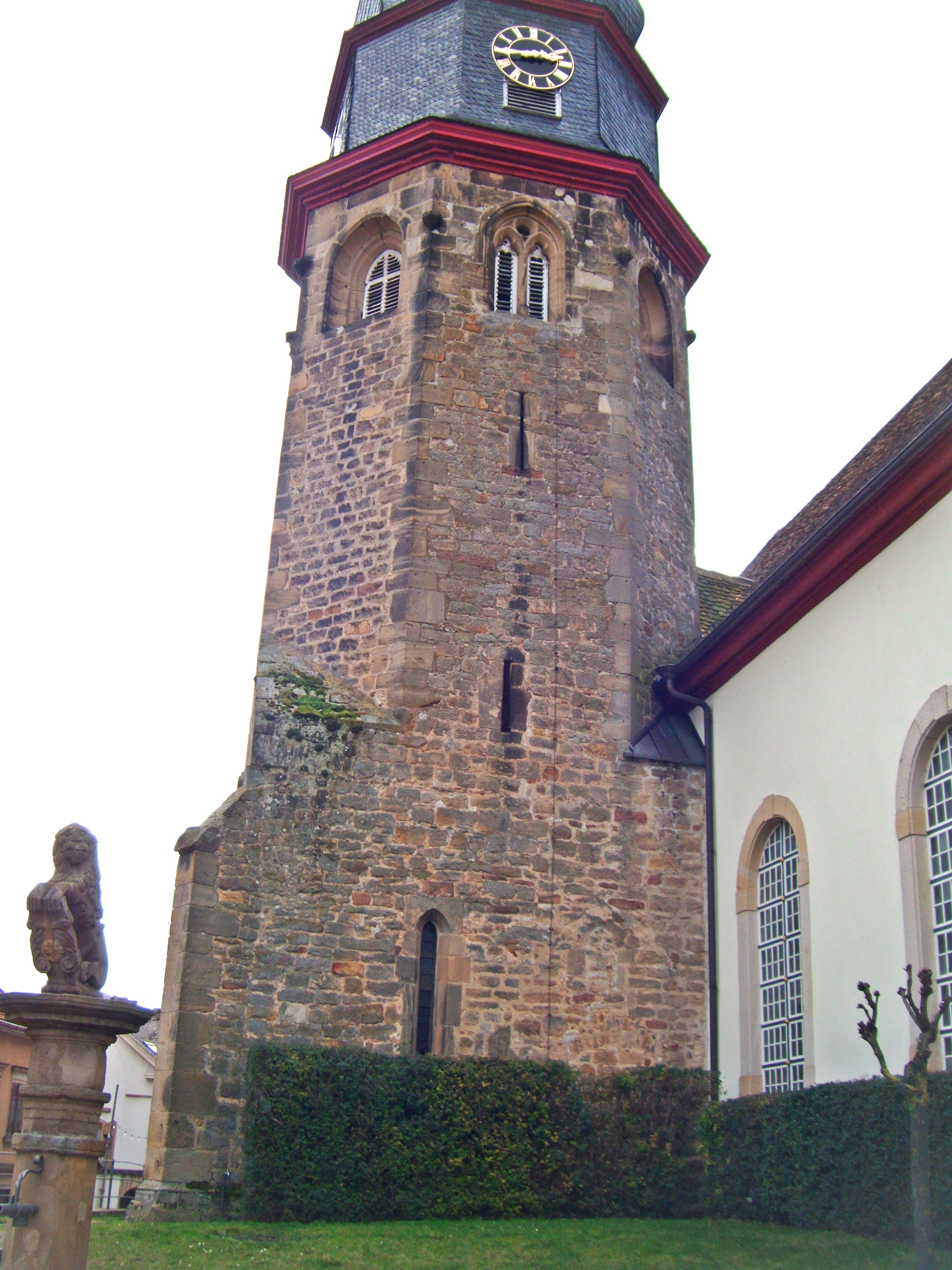
Chorturm von Norden
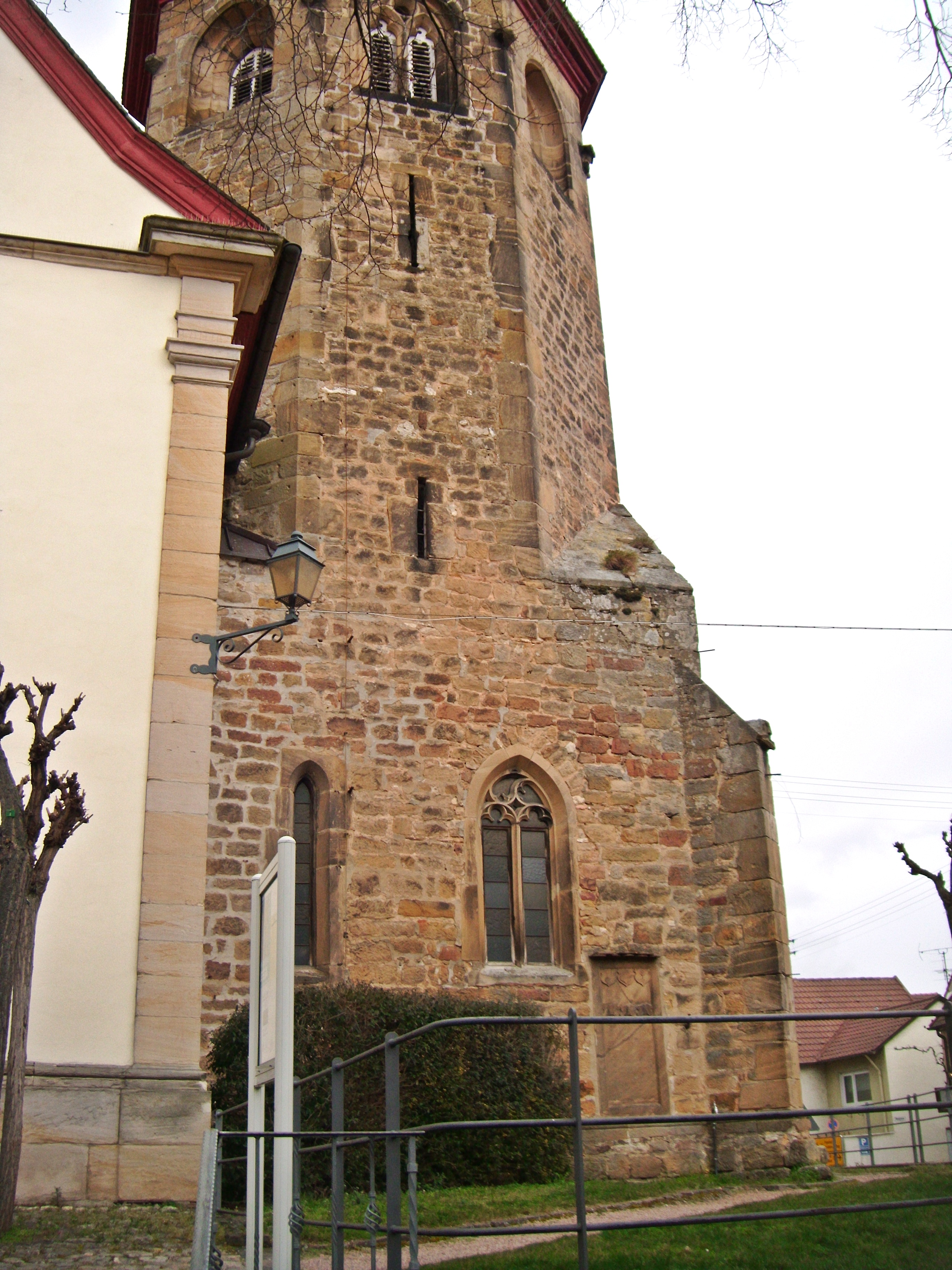
Chorturm von Süden
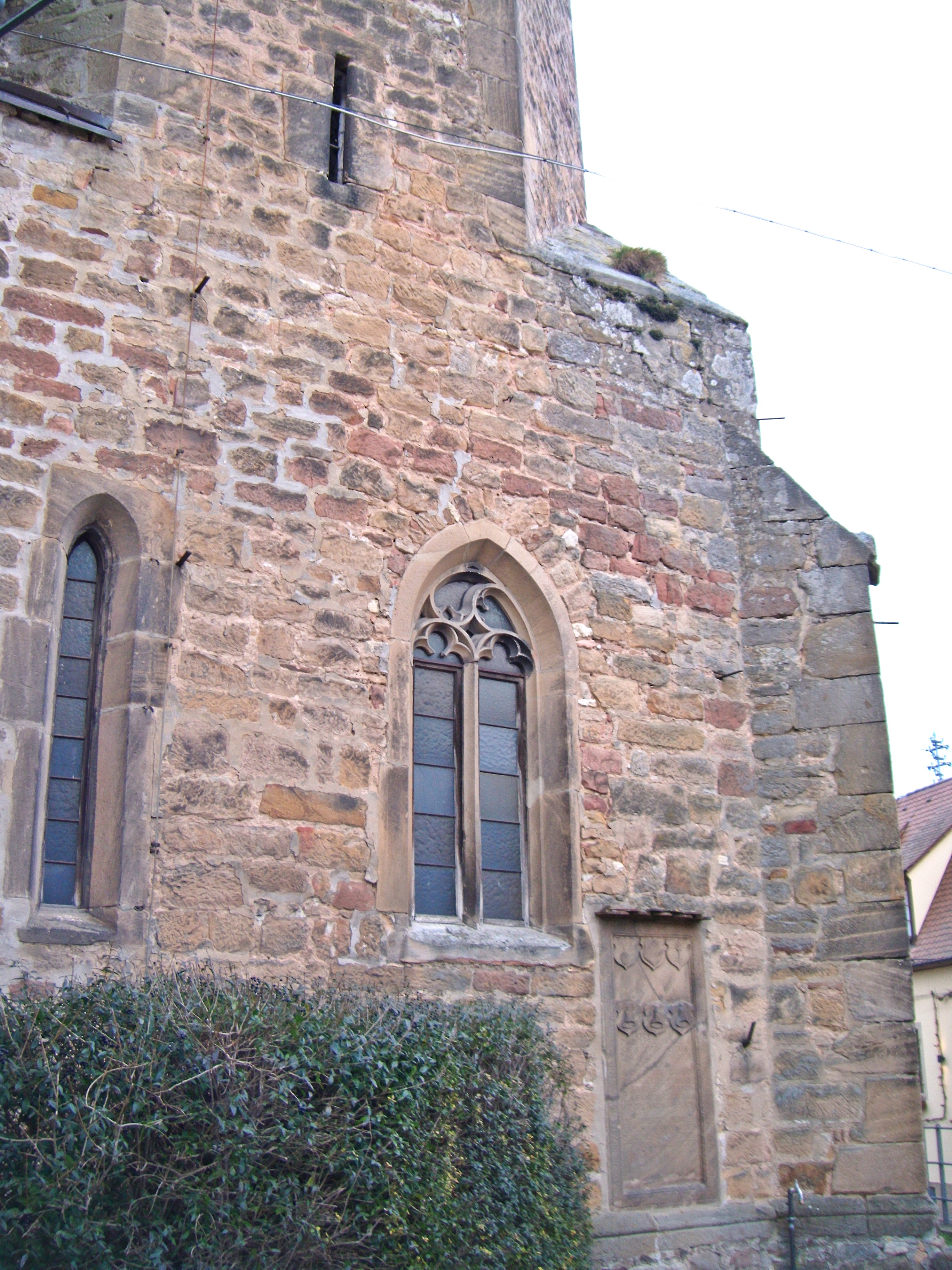
Alter Chor von Süden, mit Glockenstifter-Grabstein
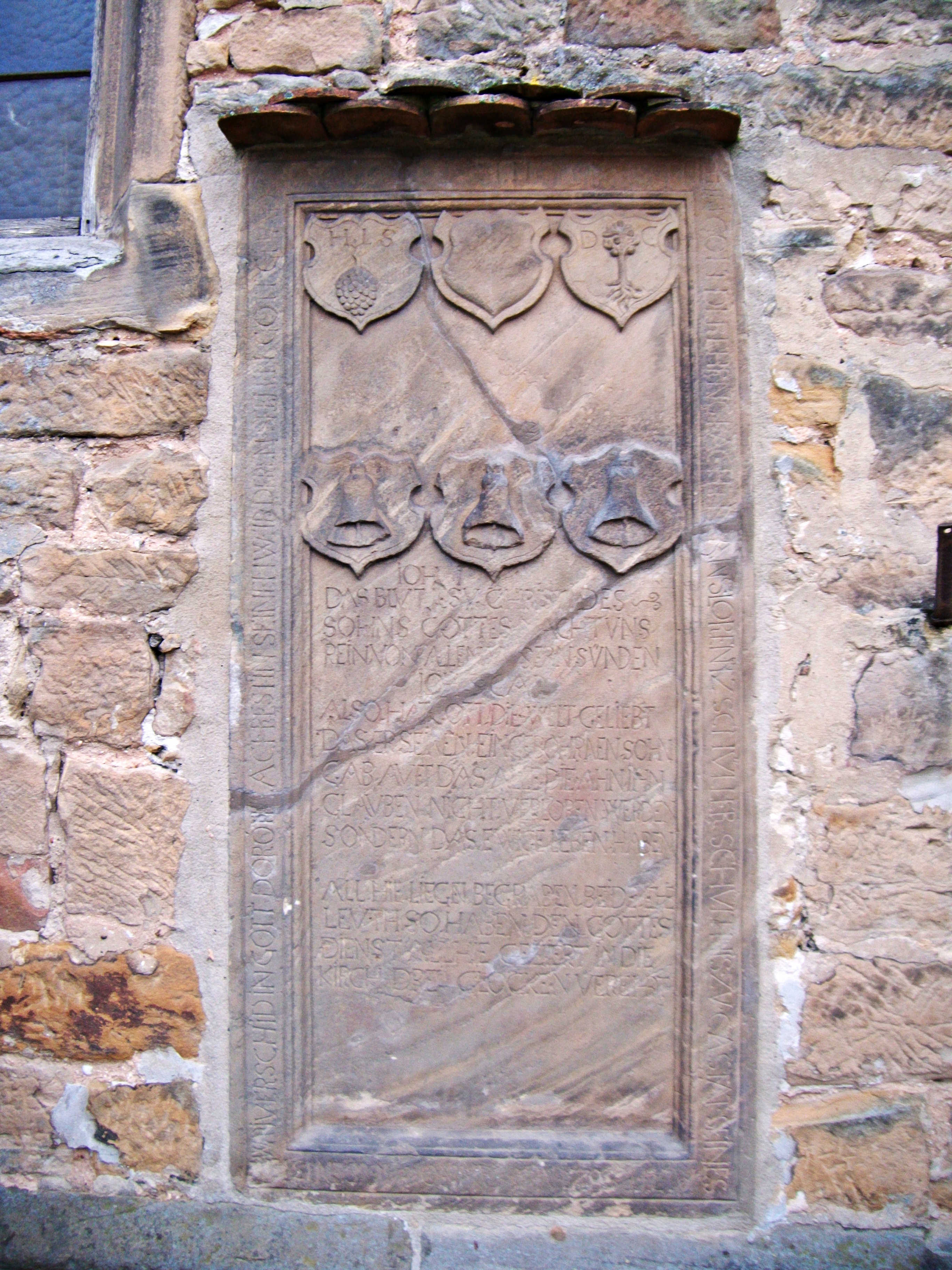
Glockenstifter-Grabstein, 17. Jahrhundert

## Orgel
Die Kirche besitzt eine zweimanualige Orgel mit einem Barockprospekt aus Kirschbaumholz und 23 Registern, erbaut 1774/75 von Johann Georg Geib (1739–1818). In seinen Jugenderinnerungen Vorspiele des Lebens berichtet Bundespräsident Theodor Heuss, dass er an dieser Orgel einst den Blasebalg trat, als sein Vetter – der Sohn des dortigen Pfarrers – darauf spielte. 2005 wurde die Orgel von Förster & Nicolaus Orgelbau restauriert. Die aus Kallstadt stammende Familie Heinz der Ketchup-Firma spendete zu diesem Zweck 40.000 €. Die Disposition der Orgel lautet:
| I Positivwerk C–d3 |                |       |
| 1.                 | Gedackt        | 8′    |
| 2.                 | Flauth Travers | 8′    |
| 3.                 | Principal      | 4′    |
| 4.                 | Flöth          | 4′    |
| 5.                 | Salicional     | 2′/4′ |
| 6.                 | Octav          | 2′    |
| 7.                 | Mixtur         | 1′    |
| 8.                 | Vox humana     | 8′    |
| 9.                 | Cromorne       | 8′    |
|                    | Tremulant      |       |

| II Hauptwerk C–d3 |               |        |
| 10.               | Gedackt       | 16′    |
| 11.               | Principal     | 8′     |
| 12.               | Viol da Gamba | 8′     |
| 13.               | Bourdon       | 8′     |
| 14.               | Octav         | 4′     |
| 15.               | Salicional    | 4′     |
| 16.               | Quinte        | 3′     |
| 17.               | Superoktav    | 2′     |
| 18.               | Terz          | 1 3⁄5′ |
| 19.               | Mixtur        | 1′     |
| 20.               | Trompet       | 8′     |

| Pedal C–g0 |              |     |
| 21.        | Subbass      | 16′ |
| 22.        | Violon       | 8′  |
| 23.        | Posaunenbass | 16′ |

- Traktur: Schleifladen, vollmechanisch[10]